# Katarzyna Chorwacka
Katarzyna Chorwacka (Katarzyna Šubić, zm. 5 marca 1358) – księżna legnicko-brzeska.
Katarzyna była córką bana Mladena II Šubića oraz drugą, poślubioną w 1326 żoną Bolesława III Rozrzutnego (1291–1352), księcia legnickiego i brzeskiego. 
Gdy w 1342 książę przekazał księstwo legnickie synom z pierwszego małżeństwa (Wacławowi i Ludwikowi), wraz z Katarzyną przeniósł się do Brzegu. Tam para spędziła dziesięć lat, do śmierci Bolesława w 1352. 
W testamencie męża Katarzyna otrzymała księstwo brzeskie, w którym rządziła przez sześć lat, do swojej śmierci w 1358. Do jej włości należał wówczas również Namysłów, po śmierci księżnej sprzedany przez pasierbów cesarzowi Karolowi IV Luksemburskiemu.